# Paramacrochiron japonicum
Paramacrochiron japonicum is een eenoogkreeftjessoort uit de familie van de Macrochironidae. De wetenschappelijke naam van de soort is voor het eerst geldig gepubliceerd in 1970 door Humes.